# Астрономски инструмент
Астрономски инструменти су скуп инструмената за мјерења у астрономији. До 17. вијека су неоптички, а затим и оптички, касније оптичко-фотографски и електронски.
По методу опажања небеских тијела могу се подијелити на визуелне, фотографске и фотоелектричне. По конструкцији се дијеле на азимуталне, паралактичке и меридијанске. По могућности преношења су преносни (за теренски рад) и непокретни (у опсерваторијама).
За изналажење физичког састава небеских тијела, паралаксе, удаљености, радијалне брзине, служе дурбин, астрограф, оптички телескоп, радар, и радио-телескоп.
За одређивање положаја небеских тијела и њиховог кретања служе меридијански инструмент (круг), пасажни инструмент, зенитни телескоп (обични и фотографски) и астролаб.
За проучавање Сунца користи се спектрохелиограф, коронограф, оптички филтар, фотометар.
За навигацију се користе квадрант, секстант, октант, смјерна плоча, астрономски компас. У артиљерији се користи теодолит. За одређивање времена користе се хронометар, прецизни часовник, и хронограф.